# Canton de Millas
Le canton de Millas est une ancienne division administrative française, située dans le département des Pyrénées-Orientales et la région Languedoc-Roussillon.

## Composition
Le canton de Millas groupe 9 communes :
| Nom                  | Code Insee | Intercommunalité                    | Superficie (km2) | Population (dernière pop. légale) | Densité (hab./km2) |
| -------------------- | ---------- | ----------------------------------- | ---------------- | --------------------------------- | ------------------ |
| Millas (chef-lieu)   | 66108      | CC Roussillon Conflent              | 19,12            | 4 148 (2014)                      | 217                |
| Corbère              | 66055      | CC Roussillon Conflent              | 7,25             | 724 (2014)                        | 100                |
| Corbère-les-Cabanes  | 66056      | CC Roussillon Conflent              | 4,14             | 1 168 (2014)                      | 282                |
| Corneilla-la-Rivière | 66058      | CU Perpignan Méditerranée Métropole | 11,90            | 2 002 (2014)                      | 168                |
| Néfiach              | 66121      | CC Roussillon Conflent              | 8,81             | 1 243 (2014)                      | 141                |
| Pézilla-la-Rivière   | 66140      | CU Perpignan Méditerranée Métropole | 15,62            | 3 418 (2014)                      | 219                |
| Saint-Féliu-d'Amont  | 66173      | CC Roussillon Conflent              | 6,11             | 1 011 (2014)                      | 165                |
| Saint-Féliu-d'Avall  | 66174      | CU Perpignan Méditerranée Métropole | 10,79            | 2 633 (2014)                      | 244                |
| Le Soler             | 66195      | CU Perpignan Méditerranée Métropole | 10,35            | 7 524 (2014)                      | 727                |

## Représentation

### Conseillers généraux de 1833 à 2015
| Période                                  | Période          | Identité                                 | Étiquette                      | Qualité |
| ---------------------------------------- | ---------------- | ---------------------------------------- | ------------------------------ | --- |
| 1833                                     | 1845             | Adrien d'Anglade d'Oms                   |                                | Propriétaire, maire de Pézilla Président du Conseil Général (1840-1841) |
| 1845                                     | 1848             | Victor Aragon (1806-1886)                |                                | Procureur du Roi à Perpignan |
| 1848                                     | 1855             | Joseph Aragon                            |                                | Docteur en médecine, maire de Millas (1843-1848), conseiller d'arrondissement |
| 1855                                     | 1871             | Antoine Ferriol                          |                                | Maire de Millas (1850-1865) |
| 1871                                     | 1881 (démission) | Eugène Ramon                             | Républicain                    | Elu en 1881 dans le Canton de Latour-de-France |
| 1881                                     | 1886             | Élie Alavaill                            | Gauche                         | Ingénieur et journaliste |
| 1886                                     | 1892             | Auguste Cayrol                           | Républicain opportuniste       | Avocat à Millas |
| 1892                                     | 1914 (décès)     | Émile Brousse                            | Rad.                           | Avocat puis Procureur de la République à Marseille Député (1881-1895), ancien conseiller général du canton de Perpignan-Ouest, ancien conseiller d'arrondissement                                                     |
| 1914                                     | 1923 (décès)     | Paul Soucail                             | Rad.                           | Docteur en médecine à Millas |
| 1923                                     | 1934             | Guillaume Ribou                          | Rad.                           | Négociant Maire de Saint-Féliu-d'Avall |
| 1934                                     | 1940             | François Laffon                          | Rad.                           | Fondé de pouvoirs à Millas, conseiller d'arrondissement Membre de la Commission administrative des Pyrénées-Orientales (1941-1943) Nommé conseiller départemental en 1943                                             |
|                                          |                  |                                          |                                | |
| 1945                                     | 1951             | Antoine Miquel                           | PCF                            | Entrepreneur de maçonnerie au Soler |
| 1951                                     | 1976             | Sylvain Maillols                         | Rad. puis MRG                  | Exploitant agricole Sénateur (1981-1983) maire de Corbère (1931-1944 et 1945-1983), ancien conseiller d'arrondissement                                                                                                |
| 1976                                     | 1987 (démission) | André Daugnac                            | DVD                            | Entrepreneur sénateur (1987-1992) maire du Soler (1971-1995) |
| 1988                                     | 1994             | François Beffara                         | PS                             | maire de Millas (1983-1995) |
| 1994                                     | 2011             | Christian Bourquin (gendre du précédent) | DVG (exclu du PS)              | maire de Millas (1995-2001) député (1997-2002) président du conseil général (1998-2010) président du conseil régional (2010-2014) vice-président du conseil général (2011) sénateur (2011-2014) (gendre du précédent) |
| 2011                                     | 2015             | Françoise Bigotte                        | DVG (réintégrée au PS en 2011) | conseillère municipale du Soler conseillère régionale |
| Les données manquantes sont à compléter. |                  |                                          |                                | |

### Historique des élections

#### Élection de 2008
Les élections cantonales de 2008 ont eu lieu le dimanche 9 mars 2008. 
Abstention : 22,90 % au premier tour.
| Candidat           | Parti | %             | Voix |
| ------------------ | ----- | ------------- | ---- |
| Christian Bourquin | PS    | 52,55 % (élu) | 6002 |
| Henri Castanet     | UMP   | 32,38 %       | 3698 |

### Conseillers d'arrondissement (de 1833 à 1940)
| Période                                  | Période          | Identité                                    | Étiquette                | Qualité |
| ---------------------------------------- | ---------------- | ------------------------------------------- | ------------------------ | --- |
| 1833                                     | 1842             | Antoine Dominique Jacques Cazes (1783-1866) |                          | Notaire, propriétaire à Millas                                                                              |
| 1842                                     | 1848             | Joseph Aragon (1802-1869)                   |                          | Médecin à Millas                                                                                            |
|                                          |                  |                                             |                          | |
|                                          | 1881 (démission) | Émile Brousse                               | Radical                  | Avocat à Perpignan, nommé Procureur de la République à Marseille, député (1881-1895)                        |
| 1881                                     | 1882 (démission) | Jean Balat                                  |                          | Propriétaire                                                                                                |
|                                          |                  |                                             |                          | |
| 1889                                     | 1902 (décès)     | Joseph Peix                                 | Républicain radical      | Limonadier à Millas Président du Conseil d'arrondissement de Perpignan                                      |
|                                          |                  |                                             |                          | |
| 1907                                     |                  | Joseph Raynal-Porra                         | Républicain progressiste | Propriétaire à Millas                                                                                       |
|                                          |                  |                                             |                          | |
| 1923                                     | 1931             | Baptiste Pasqué (1876-1958)                 | SFIO                     | Ouvrier agricole, maire du Soler (1921-1944)                                                                |
| 1931                                     | 1934             | François Laffon                             | Rad.                     | Fondé de pouvoir à Millas                                                                                   |
|                                          |                  |                                             |                          | |
| 1937                                     | 1940             | Sylvain Maillols                            | Rad.                     | Exploitant agricole, maire de Corbère                                                                       |
| 1940                                     |                  |                                             |                          | Les conseils d'arrondissement ont été suspendus par la loi du 12 octobre 1940 et n'ont jamais été réactivés |
| Les données manquantes sont à compléter. |                  |                                             |                          | |

## Démographie
| 1962   | 1968   | 1975   | 1982   | 1990   | 1999   | 2006   | 2011   | 2012   |
| ------ | ------ | ------ | ------ | ------ | ------ | ------ | ------ | ------ |
| 11 289 | 12 238 | 12 444 | 14 354 | 16 120 | 18 428 | 20 601 | 22 638 | 23 008 |